# Powiat Shōzu
Powiat Shōzu (jap. 小豆郡 Shōzu-gun) – powiat w Japonii, w prefekturze Kagawa. W 2024 roku liczył 25 072 mieszkańców.

## Miejscowości
- Shōdoshima
- Tonoshō